# بريمو كولون
 إيدوين كارلوس إيدي كولن  (ولد في 21 ديسمبر 1982) , مصارع محترف من بورتو ريكو , موقع عقدا مع الدبليو دبيلو أي تحت اسم  ديغو  و هو أحد أعضاء فريق لوس ماتادوريس مع أبن عمه فرناندو , و قد كان سابقا يصارع تحت اسم بريمو، وهو أبن كارلوس كولن، وقد فاز سابقا ببطولة الدبليو دبليو أي للفرق وبطولة العالم للفرق مع شقيقه الأكبر كارليتو و قد كان فريقهما سنة 2008 يعرف باسم ذا كولنس وكان حينها بريمو يصارع تحت اسم بريمو كولن.

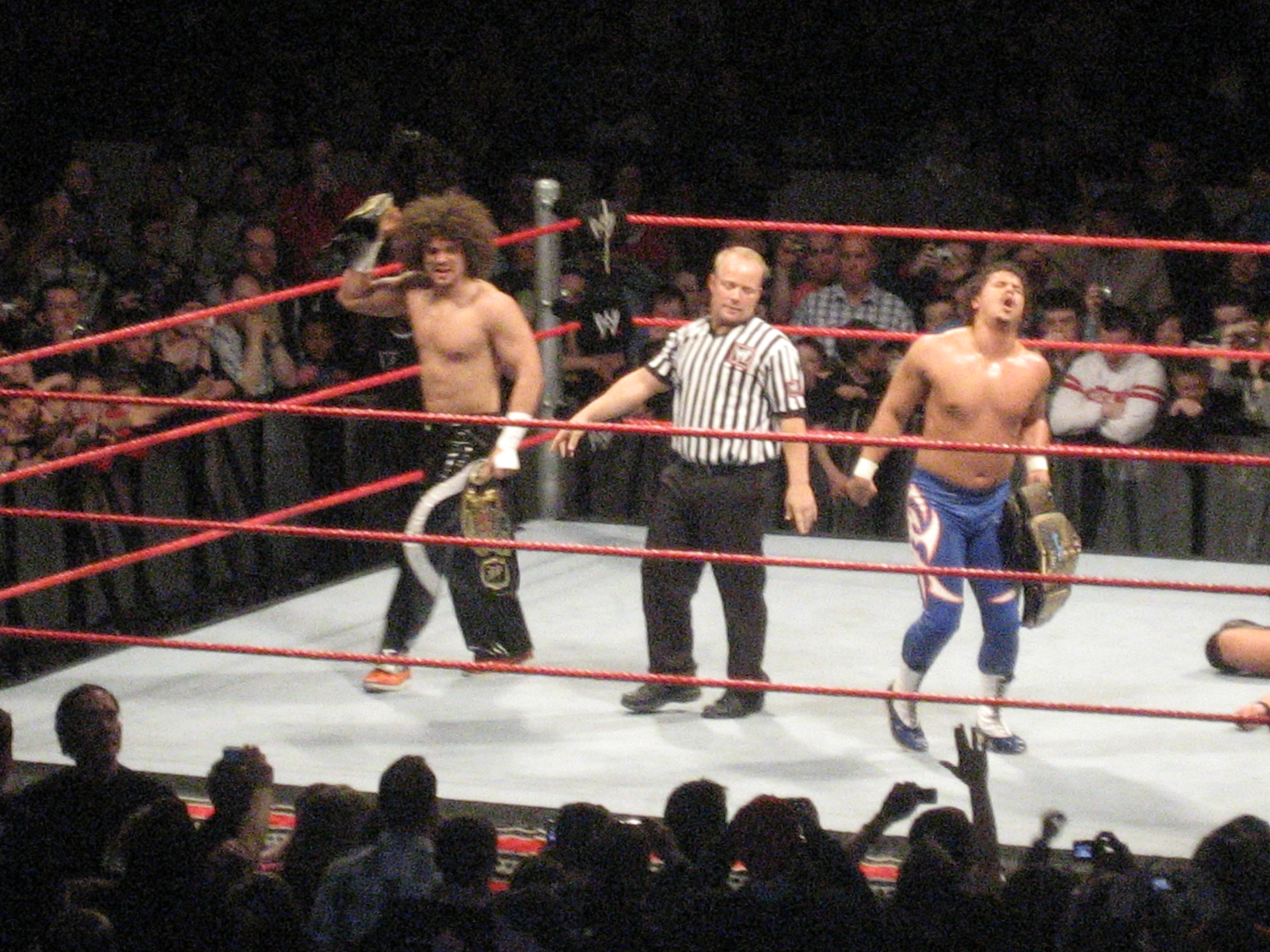
ذا كولنس بطلا الفرق الزوجية

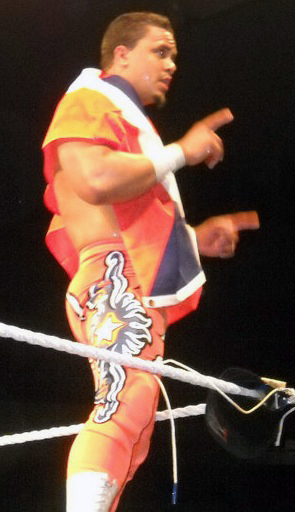
بريمو سنة 2010.

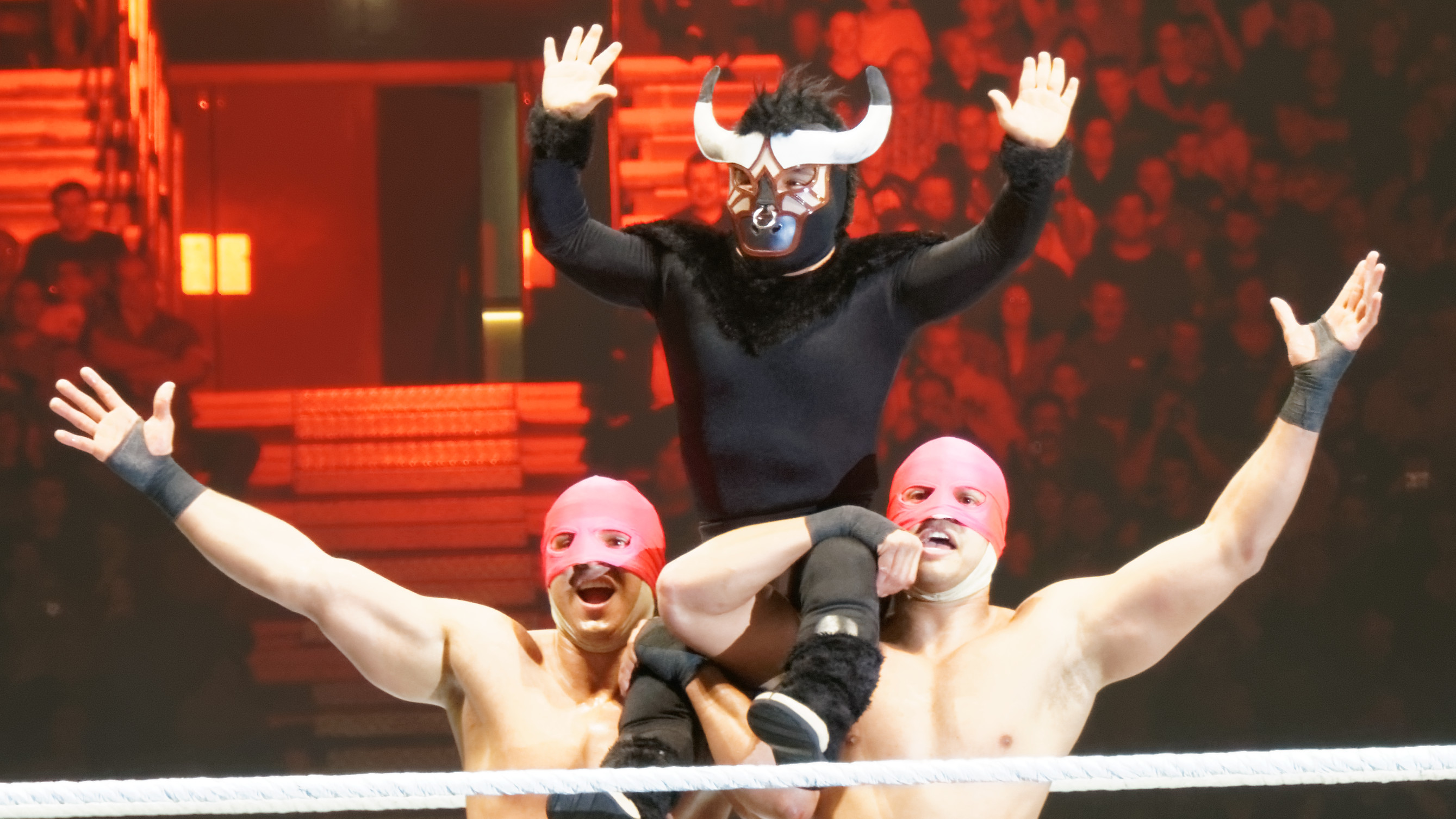
لوس ماتادوريس مع أيل توريتو سنة 2013.

## روابط خارجية
- بريمو كولون على موقع IMDb (الإنجليزية)
- بريمو كولون على موقع قاعدة بيانات الفيلم (الإنجليزية)
- بريمو كولون على موقع دبليو دبليو إي (الإنجليزية)
- بريمو كولون على موقع CageMatch worker (الإنجليزية)
- بريمو كولون على موقع قاعدة بيانات المصارعة على الإنترنت (الإنجليزية)
- بريمو كولون على موقع عالم المصارعة على الإنترنت (الإنجليزية)
- بريمو كولون على موقع عالم المصارعة على الإنترنت (الإنجليزية)